# 海洋遊俠
海洋遊俠（Ocean Ranger）是一艘半潛式移動式海上鑽井裝置，於1982年2月15日在加拿大水域沉沒，當時正在為加拿大美孚石油 (MOCAN) 在紐芬蘭大淺灘鑽探一口勘探井，距離紐芬蘭聖約翰以東 267公里（166 英里），沉沒時鑽油平台有84名人員，無人生還。

## 設計
海洋遊俠由紐奧爾良海洋鑽探與勘探公司設計和擁有，為自航式大型半潛式設計，配有鑽井設施和生活區。海洋遊俠能夠在1,500英尺（460公尺）深的海水下作業，最大鑽探深度可達25,000英尺（7,600公尺）。海洋鑽探與勘探公司稱海洋遊俠是當時世界上最大的半潛式石油鑽井平台。
海洋遊俠由日本廣島三菱重工於1976年建造，長396 英尺（121 公尺），寬 262 英尺（80 公尺），高 337 英尺（103 公尺），重量為25,000噸。它有12個重 45,000 磅（20,000 公斤）的錨。海洋遊俠漂浮在兩個 400 英尺（120 公尺）長的浮筒上，浮筒位於水面下79英尺（24公尺）處。
海洋遊俠被批准進行“無限制海上作業”，可承受海上極其惡劣的條件，包括100節（190 公里/小時）的風和 110 英尺（34 公尺）的海浪。海洋遊俠在1980年11月遷至紐芬蘭大淺灘地區之前，曾在阿拉斯加、美國紐澤西州和愛爾蘭沿岸作業。